# ماركو زاراغوزا
ماركو زاراغوزا (بالإسبانية: Marco Zaragoza)‏ هو دراج مكسيكي، ولد في 25 أبريل 1973.

## وصلات خارجية
- ماركو زاراغوزا على موقع أوليمبيديا (الإنجليزية)